# For You Blue
"For You Blue" é uma canção dos Beatles escrita por George Harrison. É o lado B de The Long and Winding Road (nos EUA) e a décima-primeira faixa no álbum Let It Be.

## Gravação
A canção apresenta John Lennon tocando uma guitarra havaiana com um cartucho de bala, como aparece no filme Let It Be. Harrison faz alguns comentários durante a música, incluindo "Go, Johnny, go" ("Vai, Johnny, vai" uma referência à canção Johnny B. Goode, de Chuck Berry), "There go the twelve-bar blues" ("Aí vai o blues de doze compassos", que é uma progressão de acordes), e "Elmore James got nothin' on this baby" ("Elmore James não tem nada com isto, baby") .

## Nome da canção
O nome temporário da canção durante a sua produção era "George's Blues (Because You're Sweet and Lovely)" ("Blues do George (Porque você é doce e querida)", quando foi gravada, em 25 de janeiro de 1969. Ela foi renomeada entre 10 de março e 28 de maio, quando foi ouvida como "For You Blue" no final da mixagem do álbum não lançado Get Back. Quando Phil Spector remixou a canção para incluí-la no álbum  Let It Be, ele adicionou uma introdução feita por Lennon, "The Queen says no to pot-smoking FBI members" ("A rainha disse não para os membros do FBI fumadores de maconha"). Este comentário foi editado dos diálogos gravados nos Twickenham Studios no começo de janeiro de 1969, depois da gravação de  "For You Blue".

## Banda
- George Harrison – vocal, violão
- John Lennon – guitarra havaiana
- Paul McCartney – piano
- Ringo Starr – bateria[5]